# 国際連合安全保障理事会決議336
国際連合安全保障理事会決議336（こくさいれんごうあんぜんほしょうりじかいけつぎ336 英: United Nations Security Council Resolution 336）は1973年7月18日に国際連合安全保障理事会で採択された決議である。国際連合安全保障理事会はバハマからの国際連合加盟申請に基づいて協議をした上で、国際連合総会に対して加盟の申請を承認するように勧告を行った。